# São Tomé és Príncipe zászlaja
A két csillag az ország két fő szigetét képviseli (São Tomé és Príncipe). A vörös szín a függetlenségért folytatott küzdelemben kiontott vért szimbolizálja, a zöld a dús növényzetet, a sárga pedig a kakaót, amely az egyik legfontosabb helyi termény a demokratikus köztársaságban.